# Sauber C35
A Sauber C35 egy Formula–1-es versenyautó, amit a Sauber csapat tervezett a 2016-os Formula–1 világbajnokságra. Pilótái az előző évi páros Marcus Ericsson és Felipe Nasr voltak.

## Áttekintés
A Sauber csapat komoly pénzügyi nehézségekkel küzdött a szezont megelőzően is, így meglehetősen kevés lehetőségük maradt az autót fejleszteni. Emiatt hatalmas visszaesést produkáltak: egész évben egyetlen alkalommal tudtak pontot szerezni, azt is csak Nasr, a hazai versenyén, az eső miatt kaotikussá vált brazil nagydíjon. Ezzel a megszerzett két ponttal mindössze a Manor csapatát tudták megelőzni a konstruktőri bajnokságban, amellyel közvetetten hozzájárultak annak csődjéhez is (a jobb bajnoki pozíció nagyobb pénzjutalommal járt volna).

## Eredmények
(Táblázat értelmezése)

(Félkövér: pole-pozícióból indult; dőlt: leggyorsabb kört futott) 

| 2016 | Sauber F1 Team | Ferrari 061 | P |                 |    |    |    |    |    |    |    |    |    |    |    |    |    |    |    |    |    |    |    |    |    |   |     |
| 2016 | Sauber F1 Team | Ferrari 061 | P | Marcus Ericsson | KI | 12 | 16 | 14 | 12 | KI | 15 | 17 | 15 | KI | 20 | 18 | KI | 16 | 17 | 12 | 15 | 14 | 11 | KI | 15 | 2 | 10. |
| 2016 | Sauber F1 Team | Ferrari 061 | P | Felipe Nasr     | 15 | 14 | 20 | 16 | 14 | KI | 18 | 12 | 13 | 15 | 17 | KI | 17 | KI | 13 | KI | 19 | 15 | 15 | 9  | 16 | 2 | 10. |

- † – Nem fejezte be a futamot, de rangsorolva lett, mert teljesítette a versenytáv 90%-át.